# SV St. Ingbert
Der SV St. Ingbert ist ein Sportverein aus St. Ingbert im Saarland. Die erste Fußballmannschaft spielte ein Jahr lang in der damals erstklassigen Oberliga Südwest. Die Handballerinnen spielten zwei Jahre in der Bundesliga.

## Geschichte

### Übersicht
Der Verein wurde im Jahre 1909 als FC Viktoria St. Ingbert gegründet. Im Jahre 1917 schloss sich der FC Bavaria St. Ingbert an. 1937 schlossen sich alle örtlichen Vereine zum VfL St. Ingbert zusammen, der sich am 26. Dezember 1945 in SV St. Ingbert umbenannte. Am 7. August 1948 spaltete sich zunächst der 1. FC St. Ingbert und am 5. März 1950 der FC Viktoria 09 St. Ingbert ab.

### Fußball
Im Jahre 1950 stieg der Verein in die Amateurliga Saarland auf. Drei Jahre später übernahm Karl Slopianka-Hoppe das Traineramt und läutete die erfolgreichste Zeit der Vereinsgeschichte ein. Im Jahre 1955 wurde die Mannschaft saarländischer Meister. Kurz vor Beginn der Aufstiegsrunde zur II. Division übernahm Helmut Schön das Traineramt und führte seine Mannschaft zum Aufstieg. Nach einem zwölften Platz in der Saison 1955/56 folgte ein Jahr später die Meisterschaft und der Aufstieg in die Oberliga Südwest. Dort gelang in der Saison 1957/58 mit einem 4:0 über den FV Speyer ein guter Start und St. Ingbert übernahm die Tabellenführung. Während der Saison erkrankte der Leistungsträger Heinz Vollmar an Tuberkulose. Ohne Vollmar stieg die Mannschaft als Tabellenletzter wieder ab. Bis zur Auflösung der II. Division im Jahre 1963 gehörte der Verein dieser Klasse an.
In den folgenden Jahren gehörte der SV St. Ingbert der Amateurliga Saarland an. Höhepunkte waren die Vizemeisterschaften 1965, 1967 und 1969. 1971 folgte der Abstieg in die 2. Amateurliga. Nach zwei Jahren gelang der Wiederaufstieg, dem die Meisterschaft in der Amateurliga 1974 folgte. Wegen der Auflösung der Regionalliga Südwest war dieser Erfolg jedoch bedeutungslos. Im Jahre 1981 stieg der SV St. Ingbert erneut aus der mittlerweile Verbandsliga Saarland genannten Klasse ab und wurde anschließend direkt in die Bezirksliga durchgereicht. Nach dem direkten Wiederaufstieg schafften die St. Ingberter gleich den Durchmarsch in die Verbandsliga. In der Saison 1987/88 nahm der SV St. Ingbert am DFB-Pokal teil und unterlag in der ersten Runde der SG Union Solingen mit 0:2.
Ein letztes Aufbäumen schaffte der Verein noch mal in den späten 1990er Jahren, als erneut der Durchmarsch von der Bezirks- in die Verbandsliga gelang. Dieses Hoch war nur von kurzer Dauer und 2005 musste die Mannschaft in die Kreisliga absteigen. Mittlerweile ist die Mannschaft in die Landesliga zurückgekehrt. Dort feierte man 2013 die Meisterschaft, was den Aufstieg in die Verbandsliga bedeutete. Im Juli 2016 zog der Verein seine erste Mannschaft aus personellen Gründen vor dem Saisonbeginn aus der Verbandsliga zurück; angedacht war ein Start in der Landesliga. Zur Saison 2017/18 spielte der SV St. Ingbert eine Saison in der Landesliga Ost, ehe er die Herrenmannschaft vom aktiven Spielbetrieb abmeldete.

### Handball
Die Handballerinnen des SV St. Ingbert gehörten in den Spielzeiten 1976/77 und 1980/81 der Bundesliga an. Im Jahre 1990 gründete die Abteilung mit dem Handballsportverein St. Ingbert einen eigenständigen Verein.

## Persönlichkeiten
- Andreas Abel
- Peter Momber
- Klaus Scherer
- Heinz Vollmar